# Swanley
Swanley – miasto i civil parish w Wielkiej Brytanii, w Anglii, w hrabstwie Kent, w dystrykcie Sevenoaks. W 2011 roku civil parish liczyła 16 226 mieszkańców.
W tym mieście ma swą siedzibę klub piłkarski - Swanley Furness F.C.

## Miasta partnerskie
- Verrières-le-Buisson